# SEWACO
SEWACO is een samentrekking voor de begrippen SEnsoren, WApensystemen en COmmandosystemen. Het SEWACO systeem is een systeem waarbij de informatie van alle sensoren (radar, sonar en datalink) bijeen wordt gebracht en wordt verwerkt. Na de verwerking wordt de samengestelde informatie aan de bemanning van een oorlogsschip getoond voor het nemen van beslissingen. De beslissingen zoals wapeninzet worden door het systeem naar de wapensystemen en datalink gestuurd. 
Met het SEWACO-systeem werd bij de Koninklijke Marine een ontwikkeling ingezet waarbij zo veel mogelijk installaties geïntegreerd werden: alle beschikbare informatie werd op één centrale plaats op het schip (in het militaire computersysteem) gecombineerd, verwerkt, gepresenteerd. Bij veel andere marines gebeurde dit op losse installaties waarbij niet zelden coördinaten mondeling moesten worden doorgegeven. 
De SEWACO benadering is een typisch Nederlandse ontwikkeling, ontworpen door Defensie in samenwerking met de defensie-industrie. De integrale ontwikkeling werd bij de GW-fregatten van de Trompklasse als doel genomen (rond 1970).